# Alemão (football, 1984)
Ne doit pas être confondu avec Alemão (né en 1961).
Carlos Adriano de Jesus Soares, surnommé Alemão, né le 10 avril 1984 et mort le 8 juillet 2007, est un footballeur brésilien. Après avoir déjà évolué dans des clubs japonais et brésiliens, cet avant-centre espoir du football carioca trouve la mort dans un accident de la route.
Il fit des essais dans plusieurs clubs européens dont l'AJ Auxerre, l'AS Monaco, le FC Porto et Schalke 04, avant d'opter pour le Japon.

## Palmarès
- Meilleur buteur du Championnat du Japon de football 2006 (18 buts en 24 matches avec Yokohama)